# Ritual (Schnittke)
Ritual (ritueel) is een compositie van Alfred Schnittke uit 1984/1985 voor groot symfonieorkest.

## Geschiedenis
Schnittke schreef in 1989 bij de BIS-uitgave, dat hij zelf niet altijd zat te wachten op verzoeken tot afleveren van een werk voor een of andere gelegenheid. Waarschijnlijk deed hem dat te veel denken aan de vroegere Sovjet-Unie-periode waarin voor allerlei feesten componisten een werk moesten leveren. Een andere reden lag in het feit dat zijn gezondheid hem destijds al parten speelde.
Hij kon, vond hijzelf, echter in dit geval niet om het verzoek heen. Ten eerste kwam het verzoek van de Joegoslavische ambassade in Moskou ter viering van de bevrijding van Belgrado op 20 oktober 1944. Ten tweede zou het een werk moeten zijn ter nagedachtenis van alle slachtoffers van de Tweede Wereldoorlog. Hij kon ten tijde van componeren niet bevroeden, wat voor ellende er later in datzelfde Joegoslavië zou ontstaan tijdens de Burgeroorlog.
De première van het werk vond plaats in Novosibirsk.

## Muziek
Het circa acht minuten durende werk valt in twee gedeelten uiteen. Vanuit de lage registers in percussie en blaasinstrumenten wordt het werk in gang gezet, waarbij de grote trom tegelijkertijd de motor als rem van het geheel is. De toonhoogte van het werk stijgt met de maten, zo ook de geluidssterkte. Vanuit uiterst zacht pianissisimo stijgt het volume doordat steeds meer instrumenten in worden geschakeld. Op de top, die ongeveer bij 4:30 ligt is een uitgebreid volledig symfonieorkest met orgel in de weer. Na deze climax, zakt de geluidssterkte ineens in, waarna een voor een de instrumentengroepen afhaken. Het slot wordt gevormd door wederom pianissisimo muziek in de percussie; een duet tussen de buisklokken en triangel vormt het zeer zachte slot. Het werk staat bijna geheel in een driekwartsmaat geschreven.

## Orkestratie
- 3 dwarsfluiten, 3 hobo's, 4 klarinetten, 3 fagotten;
- 4 hoorns, 4 trompetten, 4 trombones, 1 tuba
- percussie waaronder pauken, glockenspiel, kleine trom, grote trom, vibrafoon; triangel, tamtam, buisklokken
- harp, celesta, klavecimbel, piano, orgel, elektrische gitaar, basgitaar,
- strijkinstrumenten.

## Discografie
- uitgave BIS Records 437: Malmö Symfonie Orkest o.l.v. Leif Segerstam ; opname 20 januari 1989; enige opname tot 2009; maakt deel uit van de Schnittke Edition.

## Bron
- de compact disc
- Sikorski Muziekuitgeverij
- Programma 22 augustus 2009; Koninklijk Concertgebouworkest o.l.v. Mariss Jansons